# Marie Vilhelmine Bang
Marie Vilhelmine Bang, cunoscută sub numele de Ville Bang, (n. 3 martie 1848, Copenhaga, Danemarca – d. 1 ianuarie 1932, Comuna Randers, Regiunea Midtjylland, Danemarca) a fost o pictoriță daneză de portrete, peisaje și lucrări de gen. În 1888, împreună cu alte 22 de femei, ea a prezentat o petiție parlamentului⁠(d), cerând ca Academia de Artă să fie extinsă pentru a admite femei. A dus la înființarea Kunstakademiets Kunstskole for Kvinder unde, în octombrie 1888, a fost una dintre primele studente. Împreună cu Augusta Paulli, a deschis ulterior o școală de artă pentru a pregăti femeile pentru Academie.

## Biografie
Născută la 3 martie 1848 la Copenhaga, Marie Vilhelmine Bang a fost fiica politicianului, și ulterior prim-ministru, Peter Georg Bang⁠(d) (1797–1861) și Marie Caroline Fribert (1803–1875). A fost pregătită de trei pictori remarcabili ai perioadei: Frederik Vermehren, Jørgen Roed⁠(d) și Vilhelm Kyhn⁠(d). Kyhn a trimis mostre din lucrările sale, împreună cu desene ale Augustei Paulli și Anei Marie Hansen, într-o încercare nereușită de a face să fie admise la Academie.
În tinerețe, pe urmele lui Roed, Bang a realizat un desen al unui capitel din Catedrala din Ribe (1865), atrăgând interesul istoricului de artă Niels Laurits Høyen⁠(d). Inspirată de Høyen, a continuat să picteze peisaje izolate, inclusiv scene din Bornholm (1870). A expus pentru prima dată la Expoziția de primăvară de la Charlottenborg în 1873, devenind apoi o expozantă frecventă. În 1876, a fost elevă a lui Paul Gauguin, locuind în casa lui din Paris. A urmat cursurile Academiei Julian, unde a studiat cu Léon Bonnat⁠(d) și Tony Robert-Fleury. Datorită unei burse ministeriale, a călătorit în Italia la sfârșitul anilor 1870 și din nou în jurul anului 1886, pictând subiecte pe care le-a expus la Charlottenborg în 1887.
În 1888, împreună cu alte 22 de femei, printre care Anne Marie Carl-Nielsen⁠(d) și Nathalie Krebs⁠(d), a semnat o petiție către parlament, cerând ca Academia de Artă să fie extinsă pentru a admite femei. Aceasta a dus la înființarea Școlii de Artă pentru Femei (Kunstakademiets Kunstskole for Kvinder), unde din octombrie 1888 până în mai 1889 a fost una dintre primele eleve. Împreună cu Augusta Paulli, a deschis ulterior o școală de artă pentru a pregăti femeile pentru Academie.
O susținătoare ferventă a cauzelor femeilor, Bang a fost membră a Societății Femeilor Daneze. A participat la Expoziția Femeilor de la Copenhaga din 1895 și, în calitate de membră a Societății Femeilor Artiste Kvindelige Kunstneres Samfund⁠(d), la Retrospectiva Femeilor Artiste din 1920. 
Bang și-a petrecut ultimii ani în mănăstirea Støvringgård de lângă Randers, unde a murit la 1 ianuarie 1932. Este înmormântată în cimitirul mănăstirii.